# Episodi di Rex (seconda stagione)
La seconda stagione della serie televisiva Rex, composta da 12 episodi, è stata trasmessa in Italia dal 17 marzo al 13 aprile 2009 su Rai 1. La serie è prodotta da Beta Film e Leader Productions.
La seconda stagione ha avuto un buon riscontro nel pubblico, considerando che la sua messa in onda è stata anticipata di molto per contrastare un calo di ascolti subito dalla rete a causa dei talent show proposti da Canale 5, inoltre la serie ha subito un'ulteriore variazione di palinsesto per dare spazio ai programmi riguardo al terremoto a L'Aquila.
| nº | Titolo                           | Prima TV Italia |
| -- | -------------------------------- | --------------- |
| 1  | Vite in pericolo                 | 17 marzo 2009   |
| 2  | Morte tra i delfini              | 17 marzo 2009   |
| 3  | La scuola della paura            | 24 marzo 2009   |
| 4  | Affari di famiglia               | 24 marzo 2009   |
| 5  | La mamma è sempre la mamma       | 31 marzo 2009   |
| 6  | Masquerade                       | 31 marzo 2009   |
| 7  | L'ultima scommessa               | 8 aprile 2009   |
| 8  | Un uomo solo                     | 8 aprile 2009   |
| 9  | Il colore del silenzio           | 13 aprile 2009  |
| 10 | Il tombarolo                     | 13 aprile 2009  |
| 11 | L'ultima partita (prima parte)   | 12 aprile 2009  |
| 12 | L'ultima partita (seconda parte) | 12 aprile 2009  |

## Vite in pericolo
- Diretto da: Marco Serafini
- Scritto da: Federico Favot

### Trama
Quest'episodio è la continuazione dell'ultimo episodio dell'undicesima stagione. Rex viene ferito (saltando verso il proiettile per salvare il commissario Fabbri) e viene subito ricoverato alla clinica veterinaria. Il commissario Fabbri non lo abbandona mai. Nel frattempo Achille Gentilini, l'uomo che il Commissario Fabbri aveva lasciato ammanettato nel giardino della villetta, pensa alla sua fuga e anche ad una vendetta verso Fabbri.
- Ascolti Italia: telespettatori 5 272 000 - share 17,90%.[1] Share (replica) 18,62%[2]

## Morte tra i delfini
- Diretto da: Marco Serafini
- Scritto da: Giulio Calvani

### Trama
In una vasca dei delfini del parco acquatico di Zoomarine viene ritrovato il cadavere di una giovane ragazza dipendente del parco che è stata violentata prima di essere uccisa. Lorenzo, Rex e Morini indagano.
- Guest star: Mattia Sbragia
- Ascolti Italia: telespettatori 4 773 000 - share 17,75%.[1]

## La scuola della paura
- Diretto da: Marco Serafini
- Scritto da: Giulio Calvani

### Trama
Concezio Soldati decide di vendicare la morte del figlio avvenuta tragicamente all'interno della palestra di una scuola elementare due anni prima. Dopo aver ucciso il preside allora in carica, fa irruzione nella scuola con l'intento di uccidere anche la maestra, responsabile di non aver adeguatamente sorvegliato i bambini. Non trovandola all'interno della scuola, l'uomo disperato prende in ostaggio alcuni bambini con una maestra minacciando di ucciderli se non gli viene consegnata la maestra da lui cercata.
- Guest star: Enrico Lo Verso (Concezio Soldati), Beatrice Maione (Daniela Blasi), Gabriele Manfredi (Roberto Mariotti), Alessandra Pellegrino (Milli), Barbara Livi (la maestra) e Lorenzo Acquaviva (Ugo De Mariniis)
- Ascolti Italia: telespettatori 5 600 000 - share 18,55%.[3]

## Affari di famiglia
- Diretto da: Marco Serafini
- Scritto da: Alberto Ostini

### Trama
Nella villa della famiglia Borromini il conte Alfonso viene trovato morto nella sua stanza. All'apparenza pare un caso di suicidio ma meno di 24 ore dopo all'interno del giardino della villa viene ritrovato il cadavere della cameriera. Le indagini condotte dal commissario Fabbri con l'aiuto di Rex portano a scoprire numerosi conflitti e intrighi che intercorrono all'interno della famiglia Borromini.
- Ascolti Italia: telespettatori 5 133 000 - share 18,41%.[3]

## La mamma è sempre la mamma
- Diretto da: Marco Serafini
- Scritto da: Alberto Ostini

### Trama
Elisa Donati viene uccisa nella sua villa di Santa Marinella. La madre di Lorenzo che conosceva personalmente la donna, si adopera affinché sia il figlio a occuparsi delle indagini. Lorenzo si reca così a Santa Marinella con il fido Rex e svolge le indagini con la collaborazione di una sua vecchia fidanzata Nina, commissario locale.
- Ascolti Italia: telespettatori 5 598 000 - share 19,04%.[4]

## Masquerade
- Diretto da: Marco Serafini
- Scritto da: Giulio Calvani

### Trama
Una bellissima modella muore stroncata da un arresto cardiaco durante un servizio fotografico. L'autopsia condotta da Gaiba porta a scoprire che la morte della donna è stata causata da un'eccessiva dose di Acqua Tofana immessa all'interno di un medicinale di cui la giovane faceva uso. Intanto Lorenzo sta a casa sua con un piede ingessato.
- Ascolti Italia: telespettatori 4 807 000 - share 17,59%.[4]

## L'ultima scommessa
- Diretto da: Marco Serafini
- Scritto da: Federico Favot

### Trama
In un ippodromo viene ritrovato il cadavere di un fantino che aveva appena vinto la prima gara importante della sua carriera. Si scopre inoltre che una grossa somma di denaro era stata puntata sulla vittoria del giovane fantino.
- Ascolti Italia: telespettatori 4 623 000 - share 16,46%.[5]

## Un uomo solo
- Diretto da: Marco Serafini
- Scritto da: Federico Favot

### Trama
Donatella Salani, amante del dottor Gori, viene trovata morta all'interno della sua abitazione. I sospetti cadono inaspettatamente proprio su Gori. Fabbri e Rex dimostreranno la sua innocenza catturando il vero assassino.
- Ascolti Italia: telespettatori 4 102 000 - share 16,32%[5]

share (replica) 16.68%

## Il colore del silenzio
- Diretto da: Marco Serafini
- Scritto da: Alberto Ostini

### Trama
Andrea Migliavacca è uno psichiatra che si occupa di bambini autistici. Durante una seduta addormenta il suo piccolo paziente e si allontana, non visto, dall'ospedale e uccide una donna. Nessuno sembra essersi accorto di nulla se non Michele, figlio della donna uccisa e anch'egli autistico, che dalle scale di casa ha visto tutto. Grazie all'aiuto di Rex, Michele riuscirà a confidare chi sia l'assassino.
- Ascolti Italia: telespettatori 4 303 000 - share 16,98%.[7]

share (replica) 17,84%

## Il tombarolo
- Diretto da: Marco Serafini
- Scritto da: Stefano Piani

### Trama
All'uscita di una mostra a Roma viene ucciso un uomo a colpi di pistola, Marco Pagani. Le indagini portano a investigare nel mondo dei tombaroli a cui apparteneva Pagani. Lorenzo e Rex scoprono che l'omicidio è legato alla scomparsa di alcuni reperti etruschi di grande valore. Il caso si complica ulteriormente quando l'assassino cerca di uccidere anche Fabio Di Leo, un amico della vittima che accortosi di essere in pericolo si procura un'arma e, a sua volta, tenta di uccidere l'assassino di Pagani per vendicarlo.
- Ascolti Italia: telespettatori 4 202 000 - share 15,98%.[7]

share (replica) 17,78%

## L'ultima partita
- Diretto da: Gerald Liegel
- Scritto da: Peter Hajek, Peter Moser, Pia Hierzegger

### Trama
Vienna, giugno 2008. Sulla capitale austriaca incombono i campionati europei di calcio ma proprio durante l'importante evento un pericoloso serial killer uccide persone legate all'ambiente calcistico seguendo sempre lo stesso rituale. Kunz, nel frattempo promosso "maggiore", si occupa delle indagini ma ha ancora una volta bisogno dell'aiuto di Rex per risolvere il caso. Così Fabbri e Rex, dopo aver brillantemente risolto un caso di sequestro a Roma, si recano a Vienna in aiuto di Kunz e della polizia austriaca.
- Ascolti Italia: telespettatori 4 580 000 - share 16,35%.[9]